# (8327) Weihenmayer
(8327) Weihenmayer – planetoida z grupy pasa głównego asteroid okrążająca Słońce w ciągu 4 lat i 139 dni w średniej odległości 2,68 au. Została odkryta 6 maja 1981 roku. Przed nadaniem nazwy planetoida nosiła oznaczenie tymczasowe (8327) 1981 JE3.